# (2138) Swissair
(2138) Swissair est un astéroïde de la ceinture principale.

## Description
(2138) Swissair est un astéroïde de la ceinture principale. Il fut découvert par Paul Wild le 17 avril 1968 à l'observatoire Zimmerwald. Il présente une orbite caractérisée par un demi-grand axe de 2,68 UA, une excentricité de 0,067 et une inclinaison de 5,92° par rapport à l'écliptique.
Il fut nommé d'après la compagnie aérienne suisse Swissair. Le code international de la compagnie, HB, fait écho à la désignation provisoire de l'astéroïde, 1968 HB.

## Compléments